# 日本政治史
- 日本 > 日本の政治 > 日本政治史
- 日本 > 日本の歴史 > 日本政治史

日本政治史（にほんせいじし）とは、日本史研究の一分野であり、日本の政治についての歴史をさす。

## 概要
研究する時代区分に応じて「古代日本政治史」・「中世日本政治史」・「近世日本政治史」・「近代日本政治史」（「近現代日本政治史」）に大別される。
日本政治史へのアプローチには、①歴史学者による政治現象の研究、②政治学者による歴史上の政治現象の研究（ほとんどが日本近代政治史に該当する）があり、それぞれ研究の力点の置き方や研究手法が異なる。また関連するものとして、日本の政治思想の歴史を研究する「日本政治思想史」がある。
海外の研究者が独自の関心や手法によって行なう日本政治史研究も存在する。

## 日本政治史の研究者

### 日本の政治学者
- 五百籏頭薫
- 五百籏頭眞
- 岡義武
- 北岡伸一
- 酒井哲哉
- 篠原一
- 升味準之輔
- 三谷太一郎
- 松浦正孝
- 御厨貴
- 吉田博司

### 日本の歴史学者
- 粟屋憲太郎
- 家永三郎
- 伊藤隆
- 伊藤之雄
- 色川大吉
- 木坂順一郎
- 功刀俊洋
- 遠山茂樹
- 永井和
- 坂野潤治
- 檜山幸夫
- 藤原彰
- 吉田裕

### 海外の研究者
- ハーバート・ノーマン
- イアン・ニッシュ